# 7 Notas 7 Colores
7 Notas 7 Colores là một nhóm nhạc hip-hop Tây Ban Nha của những năm 90 đến từ Barcelona.

## Lịch sử
7 Notas 7 Colores nổi lên ở Barcelona vào năm 1993, khi có rất ít nhóm nhạc rap ở Tây Ban Nha. Các thành viên của nó đến từ các thị trấn và vùng lân cận khác nhau xung quanh thành phố: Mucho Muchacho từ El Prat, Dive Dibosso từ San Andrés/ Sant Andreu và thành viên sau đó là Eddy la Sombra từ Sabadell.
Ban đầu, chỉ có Mucho Muchacho (hay còn gọi là Mucho Mu) đứng mic, và Dive Dibosso đảm nhận phần sản xuất. Họ đã được DJ Neas tháp tùng trong các buổi biểu diễn trực tiếp, nhưng đã rời đi sau khi album đầu tiên được phát hành.
Sau đó, Eddy Drammeh (hay còn gọi là Eddy La Sombra) tham gia cùng họ với tư cách là một rapper; và họ đã đưa DJ người Nga Vadim ngồi sau bàn xoay. Họ đã thực hiện một bài hát với Company Flow. Sau đó, họ bắt đầu thu âm album của mình tại Hoa Kỳ. Chúng được giới thiệu đến thị trường Hoa Kỳ bởi Juan Brujo, đến từ Brujeria.
Họ gặp nhiều vấn đề với nhãn hiệu của mình, vì vậy họ đã bắt đầu phát hành một album của riêng mình, La Mami Internacional, phát hành một album có cùng tiêu đề. Sau đó, họ biến mất khỏi làng nhạc rap, mặc dù Mucho Muchacho đã thực hiện một album solo, dưới nhãn hiệu CREAM của riêng mình, được gọi là Chulería, một từ tiếng Tây Ban Nha có nghĩa là "tự mãn". Ray Roll, Tony Touch và Griffi cũng hợp tác trong LP.
Hiện tại, Mucho Mu làm việc tại một vũ trường ở Ibiza với vai trò là một DJ.
Năm 2007, họ công bố sự trở lại của 7 Notas 7 Colores, với một đội hình mới. DJ Vadim là nhà sản xuất, cùng với Mucho Muchacho và Principante, một MC đến từ Valencia, người có một LP solo.

## Danh sách đĩa nhạc
- Con esos ojitos/Puercos (1997) (Maxi)
- Hecho, es simple (1997) (LP)
- La medicina (1998) (Maxi)
- 77 (1999) (LP)
- Gorilas y bananas (1999) (Maxi)
- Yo vivo (2000) (Maxi)
- La Mami Internacional (2000) (LP)